# Izoterma BDDT
Izoterma BDDT (izoterma Brunauera-Deminga-Deminga-Tellera) – 4-parametrowe równanie izotermy adsorpcji wielowarstwowej na powierzchni homogenicznej, jest uogólnieniem izotermy Brunauera-Emmetta-Tellera (BET).
{\displaystyle \theta ={\frac {1}{1-x}}\cdot {\frac {Kx\left[1+n\left[(q-1)x^{n-1}+qx^{n+1}-(2q-1)x^{n}\right]-x^{n}\right]}{1+(K-1)x+K\left[(q-1)x^{n}-qx^{n+1}\right]}}}
gdzie:
- θ = a/am – (statystyczne) pokrycie powierzchni (a – ilość zaadsorbowana – adsorpcja, am – pojemność monowarstwy adsorpcyjnej),
- x = p/ps – ciśnienie względne adsorbatu (p – ciśnienie, ps – ciśnienie pary nasyconej),
- K – stała równowagi adsorpcji,
- q – parametr,
- n – liczba warstw adsorpcyjnych.

Równanie BDDT może być stosowane jako izoterma lokalna przy opisie adsorpcji na powierzchni heterogenicznej (energetycznie niejednorodnej) za pomocą ogólnego równania całkowego.